# Stenonychosaurus
Stenonychosaurus è un genere estinto di dinosauro teropode troodontide vissuto nel Cretaceo superiore, circa 76 milioni di anni fa (Campaniano), in quella che oggi è la Formazione Dinosaur Park, in Alberta, Canada. Il genere contiene una singola specie, ossia S. inequalis, nominata da C.M. Sternberg nel 1932, basata su un piede, frammenti di una mano e alcune vertebre caudali provenienti dall'Alberta, e risalenti al Cretaceo superiore. Originariamente, S. inequalis fu assegnato nel 1987 da Phil Currie al genere Troodon, ma è stato riportato a genere a sé stante dal dubbio genere Troodon, da Aaron van der Reest e colleghi, nel 2017.

## Descrizione

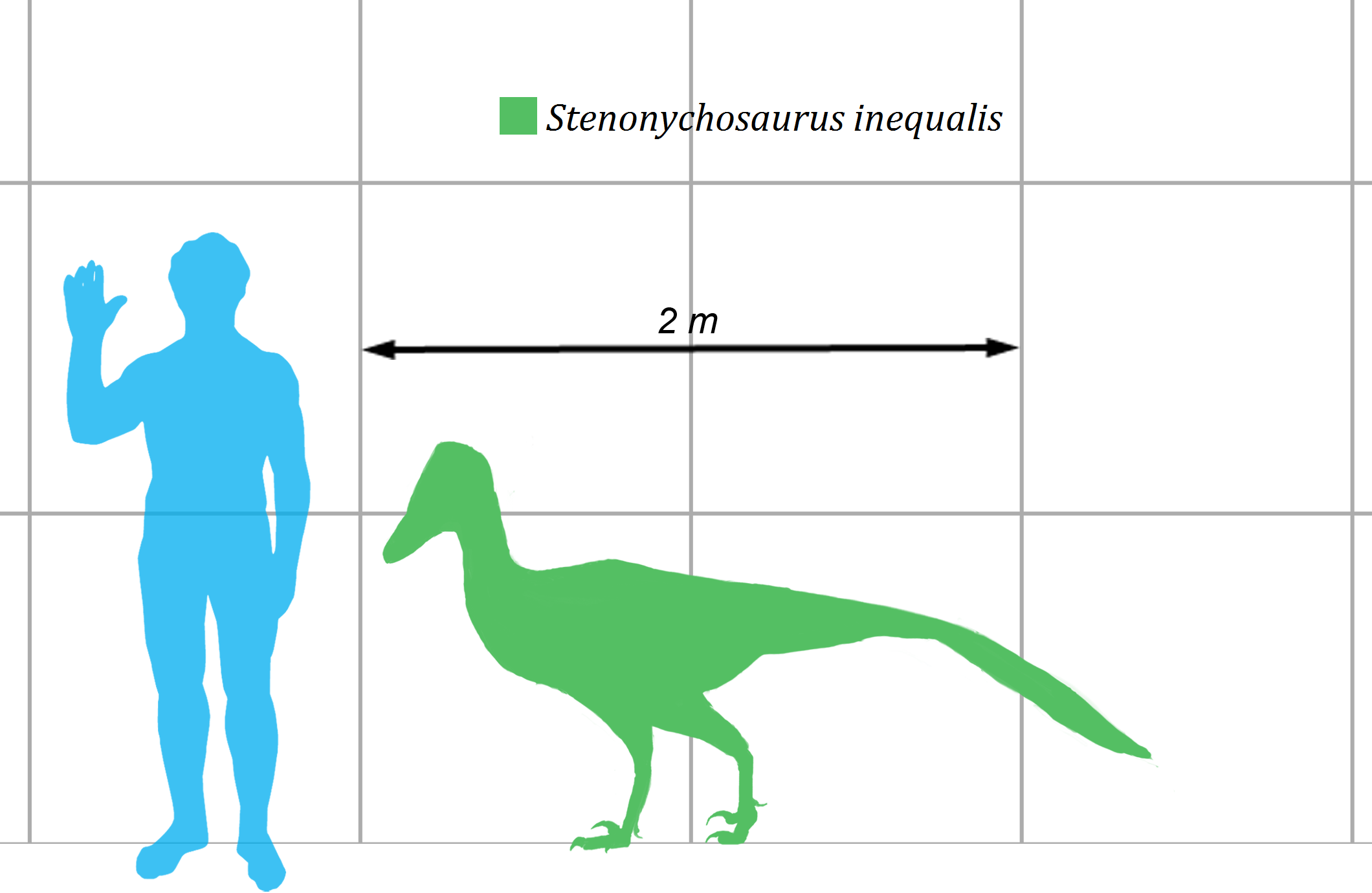
Dimensioni di S. inequalis, a confronto con un uomo

Lo Stenonychosaurus era un piccolo dinosauro teropode, che poteva raggiungere i 2,4 metri (7,9 piedi) di lunghezza, fino a 0,90 metri (3,0 piedi) di altezza, per un peso massimo di 50 kg (110 libbre). Gli esemplari più grandi potevano raggiungere dimensioni paragonabili a quelle di Deinonychus e Unenlagia. Gli arti posteriori erano molto lunghi e sottili consentendogli una grande agilità e una discreta velocità. Come tutti i dromeosauridi, anche lo Stenonychosaurus aveva un artiglio a falce su ciascun piede, che l'animale teneva sollevato da terra durante la locomozione, tuttavia è improbabile che lo usasse per cacciare, a causa delle dimensioni ridotte dell'artiglio. Inoltre, come quasi tutti i teropodi, anche lo Stenonychosaurus era ricoperto da un fitto piumaggio, come i moderni uccelli.
Gli occhi dello Stenonychosaurus erano molto grandi (suggerendo uno stile di vita parzialmente notturno), e leggermente rivolti in avanti, dando all'animale un certo grado di percezione della profondità.

### Cervello e orecchio interno
Lo Stenonychosaurus possedeva il cervello più grande, in proporzione alla sua massa corporea (paragonabile a quello degli uccelli odierni), di qualsiasi altro dinosauro noto. Il rapporto tra il volume del cervello e le dimensioni dello Stenonychosaurus erano di circa il 31,5%-63% sulla strada tra le proporzioni dei rettili e quelle degli uccelli. Lo Stenonychosaurus possedeva due creste ossee che sostenevano la membrana timpanica, ossificata nelle regioni superiore ed inferiore. Il resto delle creste erano cartilaginee o troppo delicate per conservarsi nel fossile. Il puntone metotico dello Stenonychosaurus era ampliato da lato a lato, come in Dromaeosaurus e negli uccelli primitivi come Archaeopteryx ed Hesperornis.

## Storia della scoperta

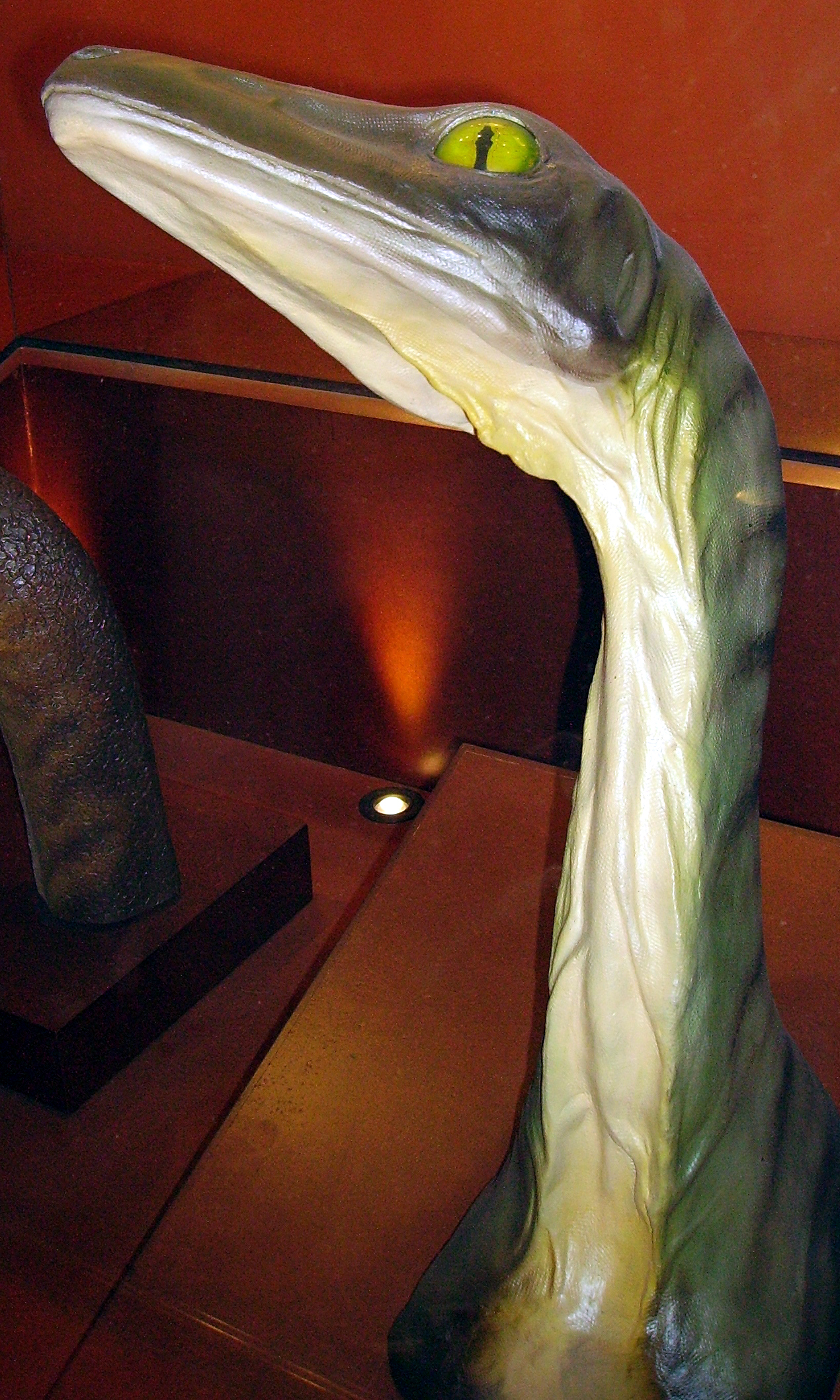
Ricostruzione museale obsoleta della testa e del collo di Stenonychosaurus inequalis, al Museo di Storia Naturale, Londra

I primi esemplari attualmente assegnati a Troodon, furono ritrovati da Sternberg nel 1930, nella Formazione Dinosaur Park, in Alberta. Il primo esemplare fu descritto come Stenonychosaurus inequalis nel 1932, sulla base di un piede, frammenti della mano e alcune vertebre della coda. Una caratteristica notevole di questi resti era l'artiglio allargato sul secondo dito del piede, che è ora riconosciuto come caratteristica dei primi paraviani. Sternberg, inizialmente, classificò Stenonychosaurus come un membro della famiglia dei Coeluridae. Il secondo esemplare, composto da una mandibola parziale, fu descritto da Gilmore (1932) come una nuova specie di lucertola che ha nominò Polyodontosaurus grandis. In seguito, nel 1951, Sternberg riconobbe P. grandis come un possibile sinonimo di Troodon, e ipotizzò che Stenonychosaurus aveva dei "piedi molto particolari" e Troodon aveva dei "denti altrettanto insoliti", e che quindi i due generi potevano essere strettamente correlati. Purtroppo, all'epoca non erano presenti esemplari analoghi per testare l'idea.
Uno scheletro più completo di Stenonychosaurus venne descritto da Dale Russell nel 1969, dalla Formazione Dinosaur Park Parco, che costituì la base scientifica per una famosa scultura a grandezza naturale di Stenonychosaurus accompagnato dal suo immaginario discendente umanoide, il "dinosauroide". Lo Stenonychosaurus divenne un teropode ben noto nel 1980, quando ne vennero descritti i piedi e la scatola cranica, nel dettaglio, e insieme a Saurornithoides formò la famiglia dei Saurornithoididae. Sulla base della differenza strutturale del dente, e la natura estremamente frammentaria dei resti originali di Troodon formosus, quest'ultimo veniva considerato come un dubbio ma possibile parente della famiglia. Phil Currie, riesaminando gli esemplari pertinenti nel 1987, dimostrò che le presunte differenze tra i denti e la struttura della mandibola tra troodontidi e saurornithoidi erano basate sull'età e sulla posizione del dente nella mascella, piuttosto che per una differenza di specie. Egli riclassificò Stenonychosaurus inequalis così come Polyodontosaurus grandis e Pectinodon bakkeri come sinonimi junior di Troodon formosus. Inoltre, Currie dichiarò che Saurornithoididae fosse un sinonimo junior di Troodontidae. Nel 1988, Gregory S. Paul andò ancora più lontano e incluse Saurornithoides nel genere Troodon, come la specie T. mongoliensis, ma tale riclassificazione, insieme a molte altre sinonimizzazioni unilaterali di generi ben noto, non fu presa in considerazione dagli altri ricercatori. La classificazione di Currie di tutto il materiale dei troodontidi nordamericani nella singola specie Troodon formosus fu ampiamente adottata da altri paleontologi, e tutti i campioni di un tempo chiamati Stenonychosaurus furono denominati Troodon nella letteratura scientifica attraverso il XXI secolo.
Tuttavia, il concetto che tutti i troodontidi nordamericani del Cretaceo superiore appartenessero ad una singola specie ha cominciato ad essere messa in discussione subito dopo il 1987, quando gli studi di Currie furono pubblicati, perfino dallo stesso Currie. Currie e colleghi (1990) hanno osservato che mentre i fossili dei troodontidi ritrovati a Judith River erano tutti T. formosus, i troodontidi fossili provenienti da altre formazioni, come ad esempio dalla Formazione Hell Creek o dalla Formazione Lance, potevano benissimo appartenere a specie diverse. Nel 1991, George Olshevsky assegnò i fossili della Formazione Lance, originariamente nominati Pectinodon bakkeri ma in seguito sinonimizzati con Troodon, alla specie T. bakkeri. Mentre diversi altri ricercatori (tra cui Currie) decisero di mantenere i fossili della Formazione Dinosaur Park, come una specie separata di Troodon, ossia T. inequalis (ex Stenonychosaurus inequalis).
Nel 2011, Zanno e colleghi hanno esaminato la storia contorta della classificazione dei troodontidi del tardo Cretaceo nel Nord America. Longrich (2008) dichiarò Pectinodon bakkeri come un genere valido, e ha notato che i numerosi esemplari del Cretaceo superiore attualmente assegnati a Troodon formosus quasi certamente rappresentano numerose nuove specie, ma che è necessaria una revisione più approfondita dei campioni. Poiché l'olotipo di T. formosus è costituito da singolo dente, questo può rendere Troodon un nomen dubium.
Nel 2017, Aaron J. van der Reest e Currie hanno testato che la presunta specie T. inequalis differiva abbastanza da T. formosus, da essere classificata come genere a sé stante, riesumando quindi Stenonychosaurus come un genere valido.

## Paleobiologia

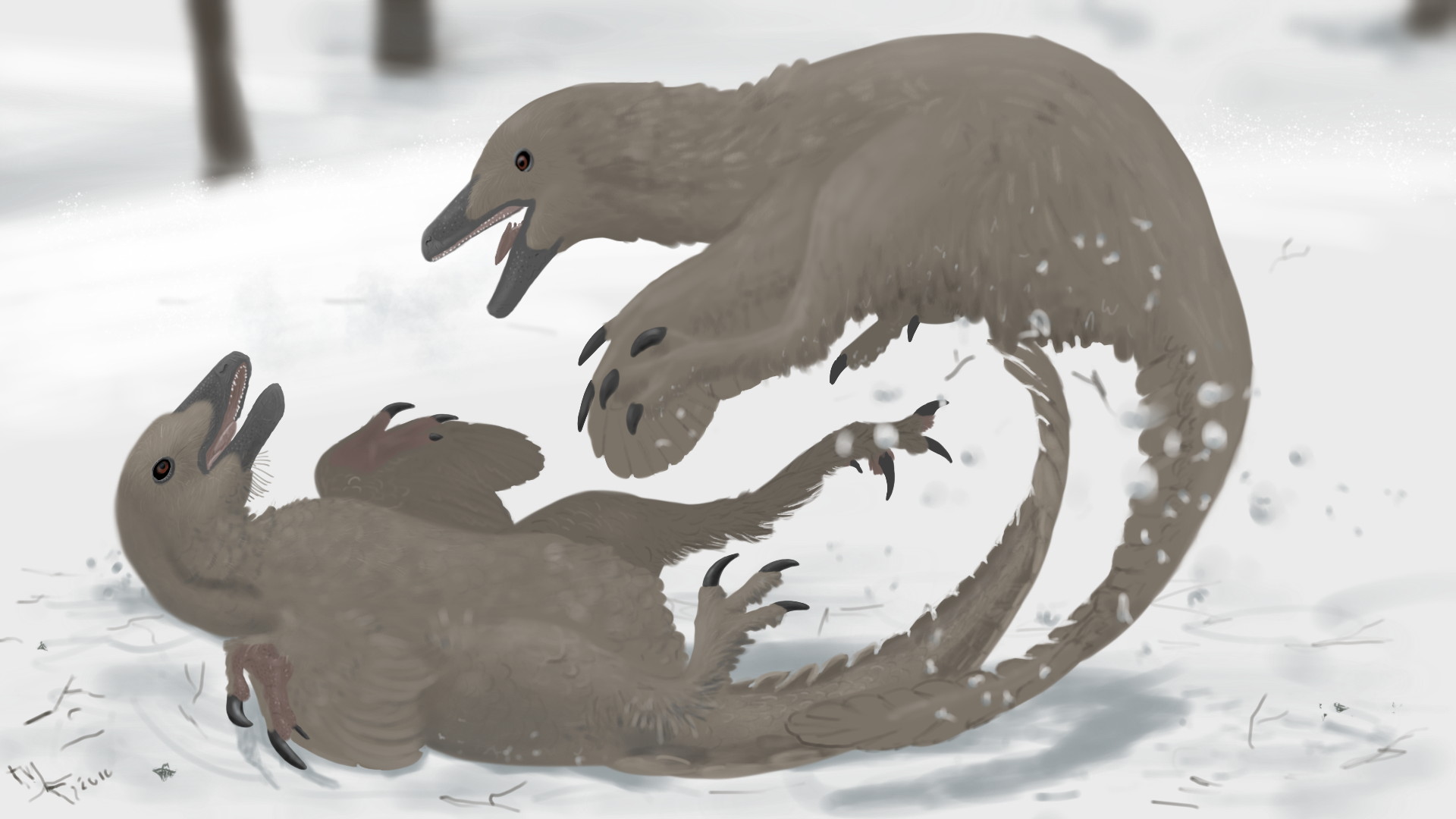
Ricostruzione artistica di due S. inequalis, che giocano nella neve

Si pensa che lo Stenonychosaurus fosse un predatore, ipotesi sostenuta dal suo artiglio a falce dei piedi e la sua buona visione binoculare.
Tuttavia, come evidenziato dai fossili, i denti dello Stenonychosaurus, sono diversi da quelli di qualunque altro dinosauro teropode, suggerendo che l'animale avesse invece una dieta variegata e onnivora. Infatti, le ganasce si incontrano in un ampio spazio, a forma di U, simile a quello di un'iguana, una specie di lucertola adattatasi ad un'alimentazione quasi esclusivamente erbivora. Inoltre, i denti dispongono di grandi dentellature chiamate denticoli, presente sul margine del dente. Questi denticoli, distanziati tra loro puntano tutti verso la punta del dente, e sono quindi perfetti per tagliare e strappare. Il paleontologo Holtz, notò che anche l'anatomia dell'animale poteva sostenere una dieta onnivora, come ad esempio le mani adatte ad afferrare, il grande cervello e la visione stereoscopica, sono caratteristiche presenti in molti animali onnivori odierni come i procioni.
Studi sulla crescita dei troodontidi, condotta su alcuni campioni e su vari embrioni, hanno documentato questi animali raggiungessero la piena maturità intorno ai 3-5 anni.

### Riproduzione

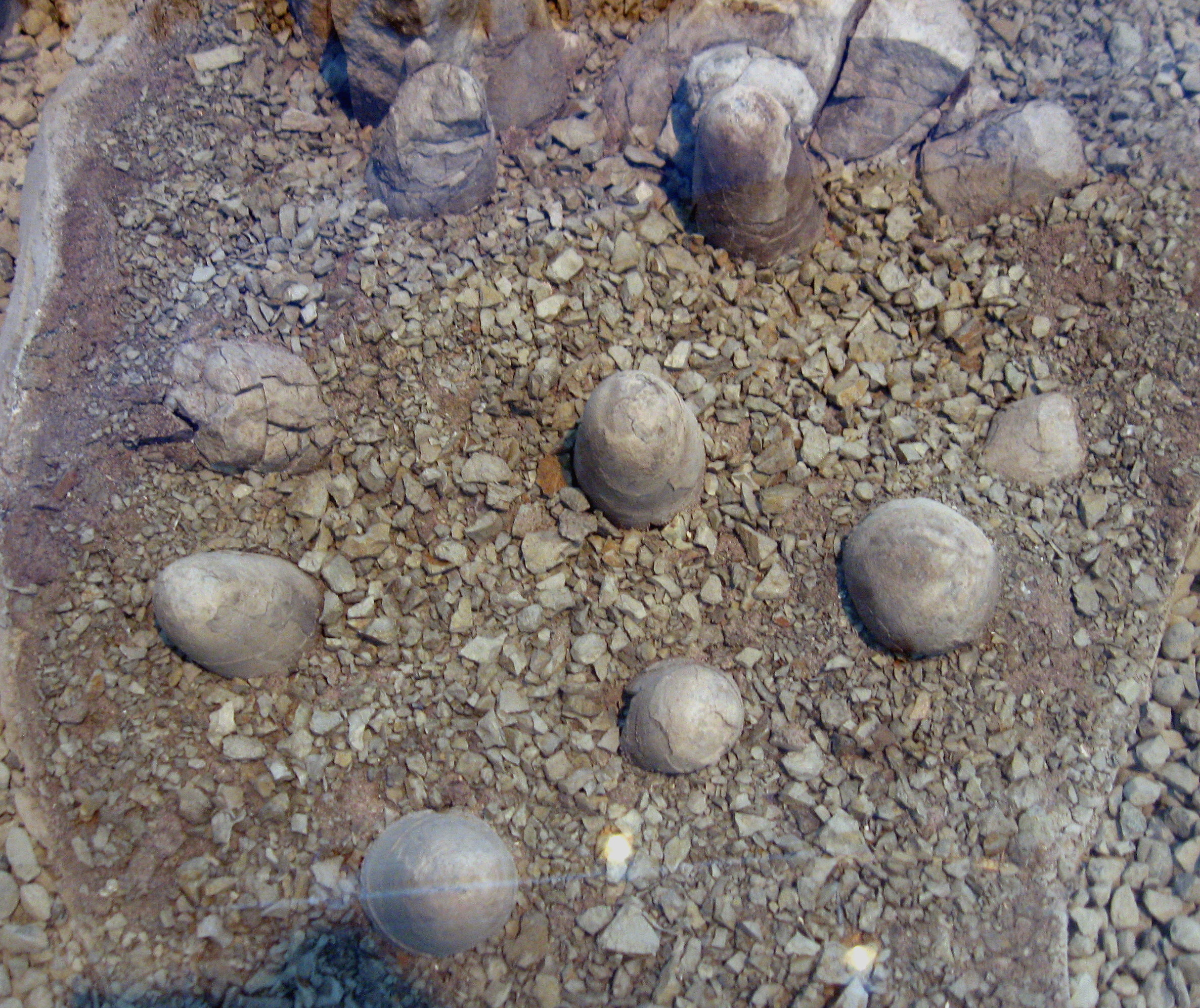
Uova parzialmente incassate nella roccia, al Burke Museum

Il paleontologo John R. Horner ha scoperto innumerevoli nidi e uova di dinosauro nel 1983, all'interno della Formazione Two Medicine, nel Montana. Varriccho et al. (2002) descrisse otto di questi nidi. Attualmente questi nidi sono conservati nella collezione del Museum of the Rockies e il loro numero di classificazione sono MOR 246, 299, 393, 675, 676, 750, 963, 1139. Nel 1984, trovò le ossa isolate e alcuni scheletri parziali del thescelosauride Orodromeus molto vicino ai nidi, per queste attribuì i nidi ad Orodromeus. Horner e Weishampel (1996) hanno riesaminato gli embrioni conservati nelle uova e hanno determinato che tali uova e nidi appartenevano in realtà ad un troodontide, e non ad Orodromeus. Varricchio et al. (1997) ebbe la conferma di questa ipotesi grazie alla scoperta e alla descrizione di uno scheletro parziale di uno Stenonychosaurus adulto (MOR 748) a contatto con almeno cinque uova (MOR 750), probabilmente in una posizione di cova.
Varricchio et al. (1997) descrissero anche l'esatta struttura dei nidi dell'animale. I nidi erano costruiti da sedimenti, di forma piatta, di circa 100 cm di diametro interno e con un bordo rialzato che circondava le uova. I nidi più completi contenevano tra le 16 (numero minimo di MOR 246) e le 24 (MOR 963) uova. Le uova sono a forma di goccia allungate, con le estremità più affusolate rivolto verso il basso e incastonate a circa a metà strada nel sedimento. Le uova venivano collocate ad angolo in modo che, in media, la metà superiore era più vicina al centro del nido. Non ci sono prove di materiale vegetale all'interno del nido.

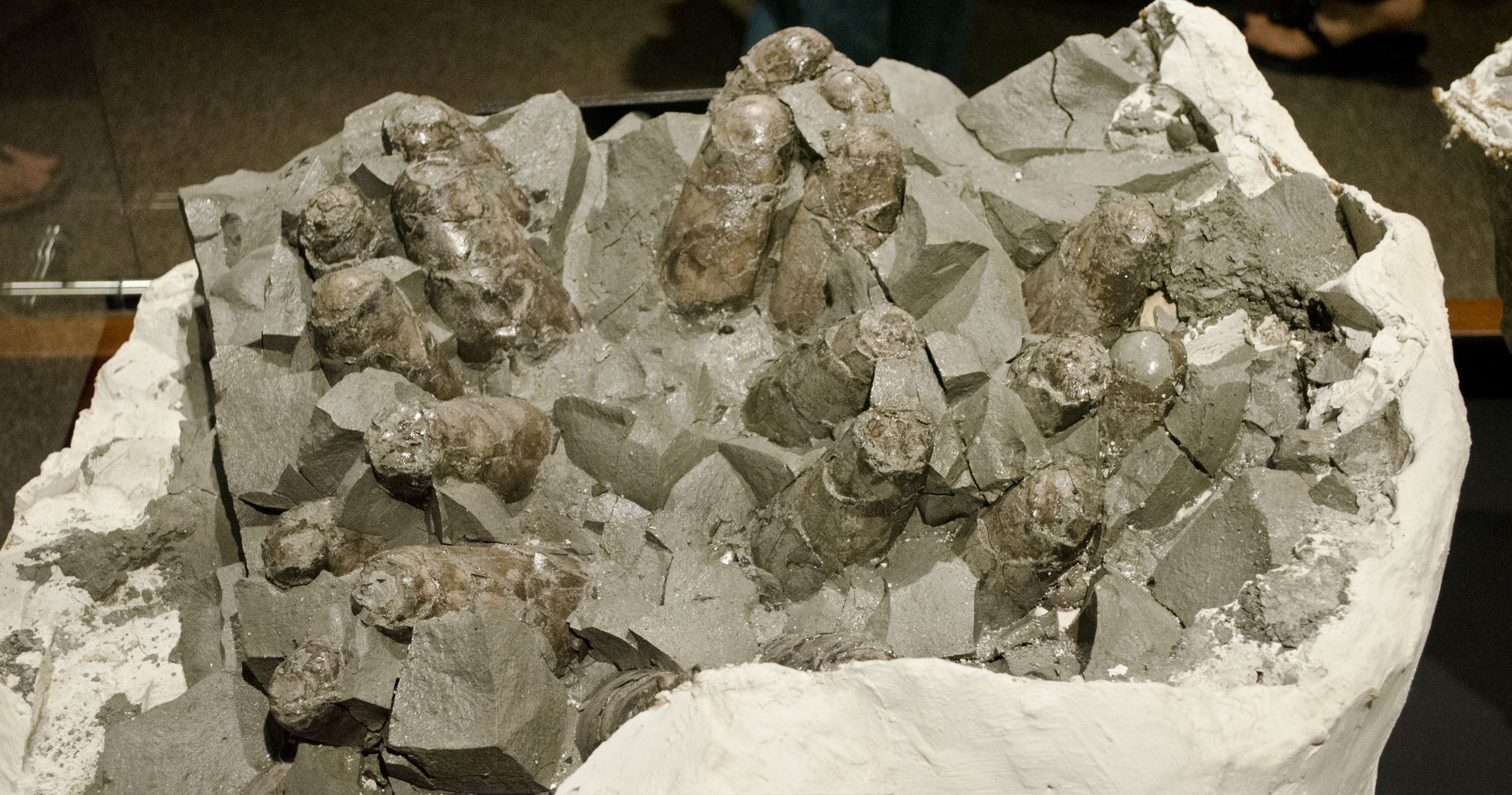
Accumulo di uova, al Museum of the Rockies

Grazie ai numerosi nidi ritrovati, Varricchio et al. (1997) sono stati in grado di estrarre prove sufficienti per dedurre alcune caratteristiche della biologia riproduttiva dei troodontidi. I risultati mostrano che questi animali avevano un tipo di riproduzione intermedia tra i coccodrilli e gli uccelli, come filogenesi farebbe prevedere. Le uova sono statisticamente raggruppate in coppie, il che suggerisce che l'animale aveva due ovidotti funzionali, come i coccodrilli, piuttosto che uno, come negli uccelli. I coccodrilli depongono molte uova che sono di piccole dimensioni in proporzione al corpo dell'animale adulto. Gli uccelli depongono meno uova ma più grandi. I troodontidi rappresentano uno stadio intermedio, con un uovo di circa 0,5 kg per un esemplare adulto di 50 kg. Questo è 10 volte più grande dei rettili della stessa massa, ma due uova alla volta sono più o meno equivalenti a 1.1 kg previsto per un uccello di 50 kg.
Varricchio ha anche trovato le prove di una deposizione iterativa, in cui una femmina adulta potrebbe deporre un paio di uova ogni uno o due giorni, e poi assicurarsi una schiusa simultanea ritardando la cova fino a quando tutte le uova non sono state deposte. Il nido MOR 363 è stato trovato con 22 uova schiuse, e gli embrioni trovati nelle uova di MOR 246 erano in stadi di sviluppo molto simili tra loro, il che implica che tutti i pulcini nascevano contemporaneamente. Gli embrioni hanno un grado avanzato di sviluppo scheletrico, il che implica che erano precoci o addirittura superprecoci. Gli autori hanno stimato che i tempi di deposizione, cova e schiusa delle uova copriva un arco di 45 o 65 giorni. Inoltre, i paleontologi non hanno trovato alcuna prova del fatto che i giovani rimanessero nel nido dopo la schiusa e hanno suggerito che dopo un certo tempo dalla schiusa essi si disperdessero come i cuccioli dei coccodrilli o i pulcini dei megapodi.
Varricchio et al. (2008) hanno esaminato l'istologia ossea del campione MOR 748 e hanno scoperto che mancavano gli schemi di riassorbimento osseo che possano indicare che l'esemplare era una femmina che aveva appena deposto le uova. Hanno anche misurato il rapporto tra il volume totale delle uova negli innesti della massa corporea di un esemplare adulto. Essi hanno confrontato questo rapporto e il tipo di strategie di genitoriale utilizzato dagli uccelli esistenti e dai coccodrilli, e con grande sorpresa hanno scoperto che l'esemplare adulto che covava il nido era un maschio. Da questo hanno concluso che le femmine di troodontidi deponevano le uova ma non le covavano, compito che spettava ai maschi, o in alternativa maschi e femmine si davano il cambio nella cova, come i moderni pinguini. Ciò potrebbe essere un comportamento comune tra i dinosauri maniraptorani e gli uccelli basali.

## Teoria del "Dinosauroide" di Russell

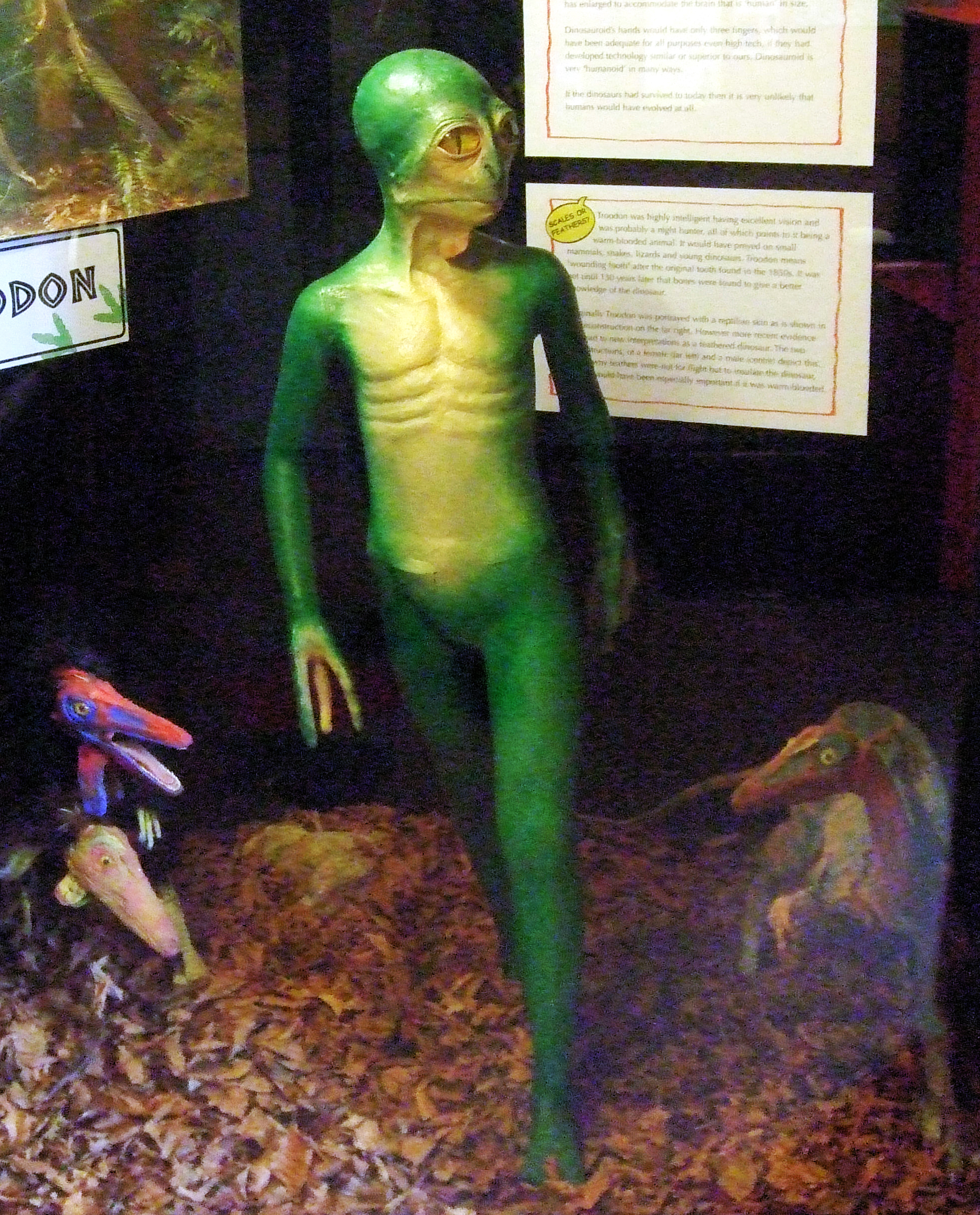
Un modello dell'ipotetico Dinosauroide di Russell basato sulle sue congetture, al Dinosaur Museum, Dorchester

Nel 1982, Dale A. Russell, allora curatore dei fossili di vertebrati presso il Museo Nazionale del Canada ad Ottawa, aveva ipotizzato un possibile percorso evolutivo per il Troodon, secondo cui quest'ultimo si sarebbe evoluto sopravvivendo all'estinzione di massa del Cretaceo-Paleocene, circa 65 milioni di anni fa. Russell suggerì che l'animale potrebbe essersi evoluto in esseri intelligenti simili nel piano del corpo all'uomo. Nel corso del tempo geologico, Russell ha osservato che vi era stato un costante aumento del quoziente di encefalizzazione o EQ (il peso relativo del cervello rispetto ad altre specie con lo stesso peso corporeo) tra i dinosauri. Russell aveva scoperto il primo cranio di troodontide e aveva osservato che, mentre il suo EQ era bassa rispetto agli esseri umani, era invece sei volte superiore a quello degli altri dinosauri. Russell suggerì quindi che se l'andamento dell'evoluzione del Troodon non si fosse interrotta, la sua scatola cranica sarebbe arrivata a misurare circa 1100 centimetri cubi, paragonabile a quella di un essere umano.
Tutti i troodontidi avevano tre dita semi-manipolative, in grado di afferrare, manipolare e tenere oggetti in una certa misura, e una visione binoculare. Russell propose quindi che il suo "Dinosauroide", come tutti i membri della famiglia dei troodontidi, avrebbe avuto grandi occhi e tre dita per mano, uno dei quali sarebbe stato parzialmente opponibile. Russell ha anche ipotizzato che il "Dinosauroide" avrebbe avuto un becco senza denti. Come con la maggior parte dei rettili moderni (e degli uccelli), il "Dinosauroide" avrebbe avuto i genitali interni. Russell ipotizzò anche la presenza di un ombelico, in quanto una placenta favorisce lo sviluppo di una grande cervello. Tuttavia, non avrebbe posseduto ghiandole mammarie, e avrebbe nutrito i suoi piccoli, come fanno alcuni uccelli, ossia rigurgitando il cibo. Infine ipotizzò che il suo linguaggio sarebbe suonato un po' come il canto degli uccelli.

### Smentite e critiche alla teoria
Negli ambienti scientifici questa ipotesi è stato percepita più come "spettacolare" che davvero utile, e l'esperimento mentale di Russell fu accolto con critiche dai paleontologi, molti dei quali sottolinearono che il suo "Dinosauroide" era eccessivamente antropomorfo. Nel 1988, Gregory S. Paul, Thomas R. Holtz Jr. e Darren Naish sostennero che se anche il cervello dei troodontidi fosse cresciuto e la loro evoluzione fosse andata avanti, probabilmente il Troodon avrebbe mantenuto comunque un corpo da teropode standard, con una postura orizzontale e una lunga coda, e probabilmente avrebbe manipolato gli oggetti con il muso e piedi, come i moderni uccelli, piuttosto che con "mani" umane.